# 트럼프 인터내셔널 골프 클럽 총격 사건

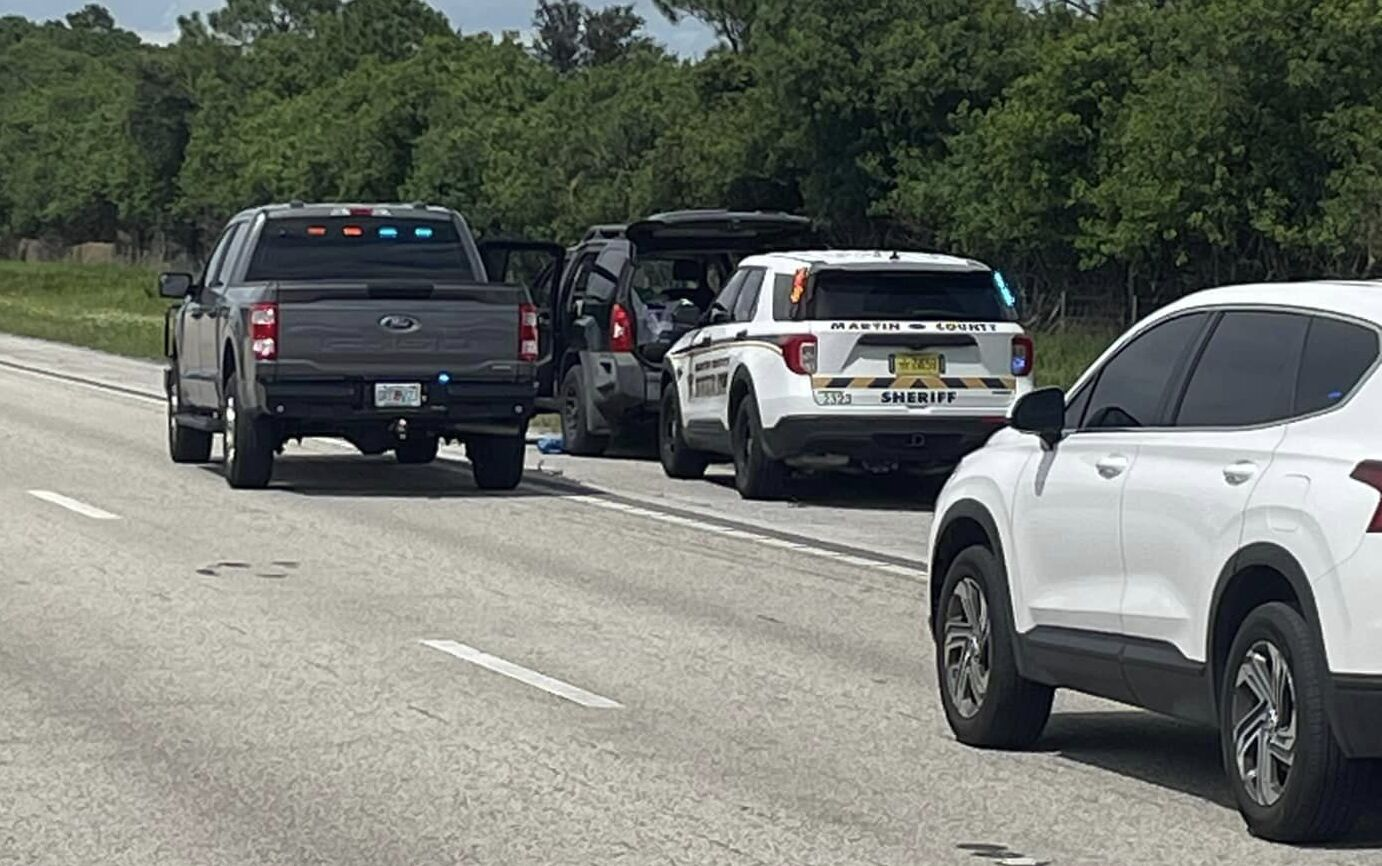
도주 직후 경찰에 의해 견인된 용의자의 차량 모습

트럼프 인터내셔널 골프 클럽 총격 사건(Trump International Golf Club 銃擊 事件)은 2024년 9월에 일어난 미국의 정치인이자 대통령 후보인 도널드 트럼프의 암살 시도 사건이다.
2024년 9월 15일, 미국 비밀경호국 요원이 용의자에게 총격을 가했다. 나중에 확인된 58세의 라이언 웨슬리 루스는 플로리다주 웨스트팜비치에 있는 트럼프 인터내셔널 골프 클럽의 관목 숲에 소총을 들고 숨어 있던 것으로 알려졌다. 루스는 현장에서 도망쳤고 나중에 마틴군에서 체포되었다. 이번 사건은 미국 전 대통령이자 2024년 대선 후보인 도널드 트럼프가 이 클럽에서 골프를 치던 중에 발생했다. 관리들은 루스가 트럼프를 쏘려고 했다고 믿고 있다. 부상자는 보고되지 않았다. 연방수사국은 이 사건을 암살미수로 조사하고 있다. 이번 사건은 트럼프가 펜실베이니아주 버틀러 (펜실베이니아주)에서 열린 대선 유세 연설 도중 암살을 시도한 지 두 달 만에 발생했다.